# جيري وارد
جيري وارد (بالإنجليزية: Gerry Ward)‏ (5 أكتوبر 1936 في المملكة المتحدة - 1994) هو مدرب كرة قدم ولاعب كرة قدم بريطاني في مركز الوسط. لعب مع نادي أرسنال ونادي بارنت ونادي ليتون أورينت ونادي كامبريدج ستي.

## وصلات خارجية
- جيري وارد على موقع قاعدة بيانات كرة القدم.إي يو (الإنجليزية)